# 越中宮崎駅
越中宮崎駅（えっちゅうみやざきえき）は、富山県下新川郡朝日町宮崎字横田にある、あいの風とやま鉄道線の駅である。富山県の最北端の駅および通年営業の駅としては富山県最東端の駅である。
あいの風とやま鉄道線の所属駅であるが、当駅に停車する列車のほとんどが隣の市振駅から乗り入れてくるえちごトキめき鉄道日本海ひすいラインの列車である。

## 歴史

### 年表
- 1957年（昭和32年）

越中宮崎駅の開業を報ずる新聞記事

  - 10月1日：国鉄北陸本線の泊駅 - 市振駅間に越中宮崎信号場として開設される[4]。
  - 11月20日：駅に昇格し、越中宮崎駅として開業する（旅客駅）[5]。旅客とともに手荷物および小荷物を取扱い、配達取扱をしない[5]。
- 1965年（昭和40年）8月25日：泊駅 - 糸魚川駅間が交流電化する[6]。
- 1967年（昭和42年）
  - 5月19日：当駅 - 泊駅間が複線化する[6]。
  - 9月29日：当駅 - 市振駅間が複線化する[6]。
- 1972年（昭和47年）10月2日：営業範囲を改正し、荷物取扱を廃止する[7]。同時に駅員無配置駅となる[8]。
- 1987年（昭和62年）4月1日：国鉄分割民営化により、西日本旅客鉄道（JR西日本）の駅となる[4]。
- 2015年（平成27年）
  - 3月14日：北陸新幹線金沢延伸開業に伴い、あいの風とやま鉄道の駅となる[9]。
  - 3月26日：ICカード「ICOCA」供用開始[10][11]。
- 2018年（平成30年）12月11日：自動券売機が設置される[12]。

### JR西日本時代
当駅とその東隣の市振駅間に富山・新潟両県の県境がある。よって当駅が北陸本線において富山県内で最も東にある駅であり、富山地域鉄道部の管轄も当駅までとなっていた（市振駅以東は糸魚川地域鉄道部の管轄であった）。

## 駅構造

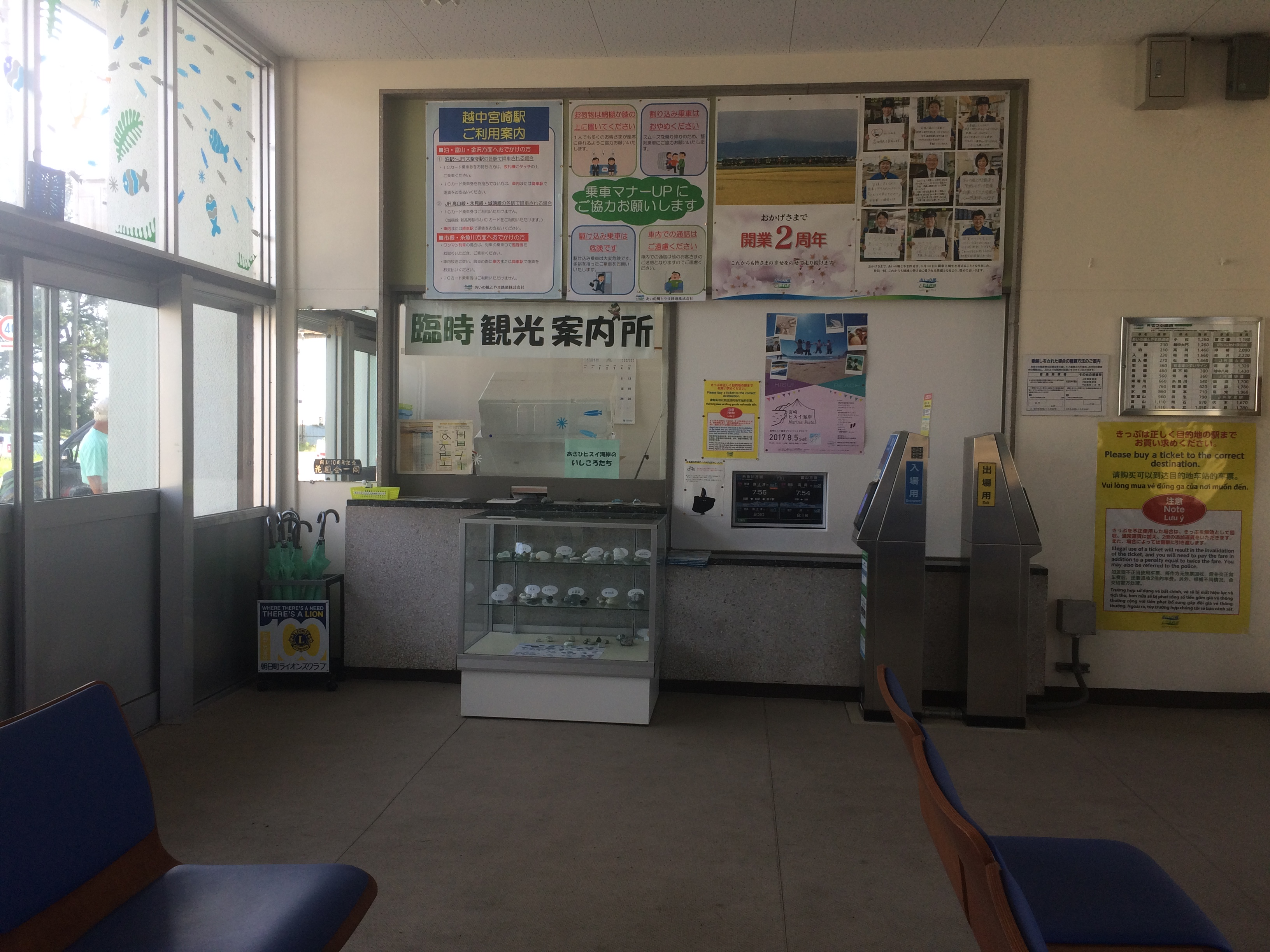
駅舎内に開設されている臨時観光案内所

島式ホーム1面2線を持つ地上駅。分岐器や絶対信号機を持たないため、停留所に分類される。JR時代同様に無人駅である。海側に駅舎が設置されており、ホームへは跨線橋で連絡している。また、かつての出札窓口跡には臨時観光案内所が開設されることがある。
2015年（平成27年）3月14日、北陸新幹線の金沢延伸時に当駅を含む北陸本線倶利伽羅駅 - 市振駅がJR西日本から経営分離され、当駅はあいの風とやま鉄道が管理する最東端の駅となった（隣の市振駅はえちごトキめき鉄道の管理となる）。ただし、あいの風とやま鉄道とえちごトキめき鉄道の運転系統の境界を泊駅とした関係で、あいの風とやま鉄道の自社列車の当駅への乗り入れは1往復のみであり、それ以外の列車はえちごトキめき鉄道からの片乗り入れ列車で占められる。
あいの風とやま鉄道転換から12日後に、ICOCAおよび相互利用を行う交通系ICカードでの利用が可能になり、2023年以降、JR西日本山陽本線の下関駅（山口県下関市）または四国旅客鉄道（JR四国）予讃線の高松駅（香川県高松市）もしくは多度津駅（同県仲多度郡多度津町）から続いたICOCAエリアの東限となっている。ただし、利用可能区間は当駅からIRいしかわ鉄道線の大聖寺駅（石川県加賀市）までに限られているため、当駅から大聖寺駅を超えての利用、または市振駅方面へは利用できない。大半がえちごトキめき鉄道の列車で当駅は無人駅扱いであり交通系ICで列車を降りる際には乗務員にその旨を伝える必要がある。

### のりば
| 番線 | 路線                  | 方向 | 行先               |
| ---- | --------------------- | ---- | ------------------ |
| 1    | ■あいの風とやま鉄道線 | 下り | 糸魚川・直江津方面 |
| 2    | ■あいの風とやま鉄道線 | 上り | 泊・魚津・富山方面 |

### 到着メロディ
2017年以前は糸魚川、直江津方面のりばに『かっこう』、泊、富山方面のりばに『アニーローリー』が使用されていたが、2017年（平成29年）3月の新旅客案内システム導入に伴い、地元の伝統芸能・鹿島神社稚児舞のメロディをアレンジした「城の越しから」を到着メロディとして使用を開始した。

## 利用状況
2020年（令和2年）度の1日平均乗車人員は48人である。
『富山県統計年鑑』及びあいの風とやま鉄道発表資料によると、近年の1日平均乗車人員の推移は以下の通りである。
| 年度   | 1日平均 乗車人員 |
| ------ | ---------------- |
| 1995年 | 62               |
| 1996年 | 62               |
| 1997年 | 60               |
| 1998年 | 55               |
| 1999年 | 51               |
| 2000年 | 47               |
| 2001年 | 48               |
| 2002年 | 42               |
| 2003年 | 40               |
| 2004年 | 41               |
| 2005年 | 45               |
| 2006年 | 43               |
| 2007年 | 44               |
| 2008年 | 38               |
| 2009年 | 38               |
| 2010年 | 34               |
| 2011年 | 39               |
| 2012年 | 38               |
| 2013年 | 35               |
| 2014年 | 29               |
| 2015年 | 67               |
| 2016年 | 68               |
| 2017年 | 50               |
| 2018年 | 82               |
| 2019年 | 83               |
| 2020年 | 48               |

備考
1. ↑  2014年度は2015年3月13日までの計347日間を集計したデータ。

## 駅周辺
海が近い。宿泊施設や温泉もある。鱈汁を出す料理店が数多くある。
- 宮崎漁港
- 宮崎・境海岸[24]
  - 海水浴場
  - 朝日ヒスイ海岸オートキャンプ場
- 国道8号
- あさひ国民休養地
- 宮崎城址
- ヒスイテラス（観光交流拠点施設）[3][25]

## 隣の駅
あいの風とやま鉄道
■あいの風とやま鉄道線
泊駅 - 越中宮崎駅 - 市振駅